# Saliyya Guisse
Pour les articles homonymes, voir Guisse.
 (février 2024).
La mise en forme du texte ne suit pas les recommandations de Wikipédia : il faut le « wikifier ».
Les points d'amélioration suivants sont les cas les plus fréquents. Le détail des points à revoir est peut-être précisé sur la page de discussion.
- Les titres sont pré-formatés par le logiciel. Ils ne sont ni en capitales, ni en gras.
- Le texte ne doit pas être écrit en capitales (les noms de famille non plus), ni en gras, ni en italique, ni en « petit »…
- Le gras n'est utilisé que pour surligner le titre de l'article dans l'introduction, une seule fois.
- L'italique est rarement utilisé : mots en langue étrangère, titres d'œuvres, noms de bateaux, etc.
- Les citations ne sont pas en italique mais en corps de texte normal. Elles sont entourées par des guillemets français : « et ».
- Les listes à puces sont à éviter, des paragraphes rédigés étant largement préférés. Les tableaux sont à réserver à la présentation de données structurées (résultats, etc.).
- Les appels de note de bas de page (petits chiffres en exposant, introduits par l'outil «  Source ») sont à placer entre la fin de phrase et le point final[comme ça].
- Les liens internes (vers d'autres articles de Wikipédia) sont à choisir avec parcimonie. Créez des liens vers des articles approfondissant le sujet. Les termes génériques sans rapport avec le sujet sont à éviter, ainsi que les répétitions de liens vers un même terme.
- Les liens externes sont à placer uniquement dans une section « Liens externes », à la fin de l'article. Ces liens sont à choisir avec parcimonie suivant les règles définies. Si un lien sert de source à l'article, son insertion dans le texte est à faire par les notes de bas de page.
- La présentation des références doit suivre les conventions bibliographiques. Il est recommandé d'utiliser les modèles {{Ouvrage}}, {{Chapitre}}, {{Article}}, {{Lien web}} et/ou {{Bibliographie}}. Le mode d'édition visuel peut mettre en forme automatiquement les références.
- Insérer une infobox (cadre d'informations à droite) n'est pas obligatoire pour parachever la mise en page.

Pour une aide détaillée, merci de consulter Aide:Wikification.
Si vous pensez que ces points ont été résolus, vous pouvez retirer ce bandeau et améliorer la mise en forme d'un autre article.
Saliyya Guisse, née le 8 juillet 1996, est une athlète belge spécialisée dans le triple saut. Elle a remporté quatre titres de championne de Belgique.

## Biographie
Guisse devient championne de Belgique de triple saut en salle pour la première fois en 2018. L'année suivante, elle parvient à conserver ce titre. En 2022, elle est également championne de Belgique en plein air. En février 2024, lors des Championnats de Belgique d'athlétisme en salle, elle remporte le titre avec un saut à 12,62 m.
Guisse est affiliée au Royal Excelsior Sports Club en Belgique et à l'Amiens UC Athlétisme en France.

## Records

### En extérieur
| Discipline  | Performance | Vent     | Date        | Lieu     |
| ----------- | ----------- | -------- | ----------- | -------- |
| triple saut | 13,38 m     | +1,7 m/s | 30 mei 2019 | Nivelles |

### En salle
| Discipline  | performance | Date            | lieu             |
| ----------- | ----------- | --------------- | ---------------- |
| triple saut | 13,35m      | 20 janvier 2024 | Louvain la Neuve |

## Palmarès
Triple saut 
| Date | Compétition                                         | Résultat | Épreuve     | Résultat |
| ---- | --------------------------------------------------- | -------- | ----------- | -------- |
| 2015 | Championnats de Belgique d'athlétisme en salle 2015 | 2e       | Triple saut | 11,66 m  |
| 2015 | Championnats de Belgique d'athlétisme 2017          | 2e       | Triple saut | 11,87 m  |
| 2017 | Championnats de Belgique d'athlétisme en salle 2017 | 2e       | Triple saut | 12,10 m  |
| 2017 | Championnats de Belgique d'athlétisme 2017          | 2e       | Triple saut | 12,46 m  |
| 2018 | Championnats de Belgique d'athlétisme en salle 2018 | 1re      | Triple saut | 12,58 m  |
| 2018 | Championnats de Belgique d'athlétisme 2018          | 2e       | Triple saut | 12,58 m  |
| 2019 | Championnats de Belgique d'athlétisme en salle 2019 | 1re      | Triple saut | 13,17 m  |
| 2020 | Championnats de Belgique d'athlétisme 2020          | 2e       | Triple saut | 12,75 m  |
| 2022 | Championnats de Belgique d'athlétisme 2020          | 2e       | Triple saut | 12,79 m  |
| 2022 | Championnats de Belgique d'athlétisme 2022          | 1re      | Triple saut | 12,95 m  |
| 2023 | Championnats de Belgique d'athlétisme 2023          | 2e       | Triple saut | 12,59 m  |
| 2024 | Championnats de Belgique d'athlétisme 2023          | 1re      | Triple saut | 13,33 m  |